# Albatros-Literaturpreis
Der international ausgerichtete Albatros-Literaturpreis der Günter-Grass-Stiftung Bremen wurde zwischen 2006 und 2014 alle zwei Jahre für zeitgenössische erzählerische Prosa, Lyrik oder Essayistik an fremdsprachige Autoren und ihre Übersetzer vergeben.

## Der Preis – Stiftung, Auswahlkriterien und Auflösung der Vergabe
Der Albatros-Literaturpreis wurde seit 2006 insgesamt nur fünfmal von der Günter-Grass-Stiftung Bremen vergeben. Die Auszeichnung mit der Preissumme in Höhe von 25.000 Euro ging an internationale Autorinnen und Autoren für zeitgenössische erzählerische Prosa, Lyrik oder Essayistik, „deren Werk sich durch hohe literarische Qualität und kulturelle und gesellschaftspolitische Relevanz auszeichnet“. Weitere Kriterien waren die im ausgewählten Werk angelegte Beförderung „des offenen Denkens und die freie Auseinandersetzung mit allen Bereichen unseres Lebens, mit unserer Welt und unserer Zeit“. Ebenfalls ausgezeichnet wurde die herausragende Übersetzung ins Deutsche; die Preissumme dafür betrug 15.000 Euro. Die Preisverleihung fand in Bremen statt.
Die letztmalige Vergabe des Albatros-Literaturpreises fand 2014 statt, da sich danach kein Sponsor mehr fand. Der Preis wird auf der Homepage der Günter-Grass-Stiftung Bremen auch nicht mehr als Stiftungsaktivität aufgeführt.

## Preisträger
- 2006 Lídia Jorge (Autorin), Karin von Schweder-Schreiner (Übersetzerin), für ihr bisheriges Romanwerk
- 2008 Bora Ćosić (Autor), Katharina Wolf-Grießhaber (Übersetzerin), für sein bisheriges Schaffen
- 2010 David Grossman (Autor), Anne Birkenhauer (Übersetzerin) für den Roman Eine Frau flieht vor einer Nachricht
- 2012 Dave Eggers (Autor), Ulrike Wasel und Klaus Timmermann (Übersetzer), für Zeitoun – Eggers nahm aufgrund der Debatten um das Grass-Gedicht Was gesagt werden muss nicht an der Verleihungszeremonie teil.[3]
- 2014 Julie Otsuka (Autorin), Katja Scholtz (Übersetzerin) für den Roman Wovon wir träumten

## Jury
Die Jury wurde von der Günter-Grass-Stiftung einberufen. Das Vorschlagsrecht für die Preisträger lag ausschließlich bei der Jury.
Zur siebenköpfigen Jury gehörten von 2006 bis 2010:
- Immacolata Amodeo (Professor für Literatur, Jacobs Universität Bremen)
- Freimut Duve (Lektor, Herausgeber, Redakteur, Politiker)
- Helmut Frielinghaus (ehem. Verlagsleiter Luchterhand, Lektor, Übersetzer)
- Michael Hulse (Professor für Literatur, University of Warwick, Kent)
- Peter Ripken (Geschäftsführer der Gesellschaft zur Förderung der Literatur aus Afrika, Asien und Lateinamerika e.V./Frankfurt bei der Frankfurter Buchmesse)
- Wilfried F. Schoeller (Autor, Literaturkritiker, Generalsekretär des deutschen P.E.N.)
- Dietrich Simon (ehem. Verlagsleiter „Volk und Welt“, Geschäftsführer der S. Fischer Stiftung)

Jurymitglieder 2012:
wie 2006, bis auf:
- Joachim Sartorius (Autor, Übersetzer, Geschäftsführer Berliner Festspiele GmbH), der für den 2012 verstorbenen Helmut Frielinghaus[5] neu in die Jury eintrat.